# Спурий Карвилий Максим
Спурий Карвилий Максим (на латински: Spurius Carvilius Maximus) e римски политик и генерал през 3 век пр.н.е.

## Биография
Карвилий e homo novus. Произлиза от плебейската фамилия Карвилии.
През 299 пр.н.е. той служи като aedilis curulis. През 293 пр.н.е. е избран за консул заедно с Луций Папирий Курсор. Той се бие със самнитите в Кампания и превзема градовете Амитернум, Коминиум, Велия, Палумбинум и Херкуланеум и участва в битката при Аквилония.
През 292 пр.н.е. Карвилий служи като легат при Децим Юний Брут в Етрурия. Той поставя бронзова статуя на Юпитер на Капитолий. Той е вероятно цензор през 289 пр.н.е.
През 272 пр.н.е. Карвилий е отново консул заедно с Папирий Курсор. Той се бие с успех против самнитите, луканите, брутите и тарентините и празнува след това триумф.
Баща е на Спурий Карвилий Максим Руга (консул 234 и 228 пр.н.е.).